# (15258) Alfilipenko
(15258) Alfilipenko est un astéroïde de la ceinture principale.

## Description
(15258) Alfilipenko est un astéroïde de la ceinture principale. Il fut découvert le 15 septembre 1990 à Naoutchnyï par Lioudmila Jouravliova. Il présente une orbite caractérisée par un demi-grand axe de 3,23 UA, une excentricité de 0,17 et une inclinaison de 6,8° par rapport à l'écliptique.

## Compléments